# 大西洋膜首鱈
大西洋膜首鱈，為輻鰭魚綱鱈形目鼠尾鱈科的其中一種，分布於東大西洋葡萄牙至安哥拉，包括地中海；西大西洋佛羅里達海峽至墨西哥；印度洋亞丁灣、馬爾地夫海域，屬深海底棲性魚類，深度100-1400公尺，體長可達25公分，棲息在底中層水域，以橈腳類等為食，生活習性不明。

## 扩展阅读
維基物種上的相關：大西洋膜首鱈